# Metropolia lubelska
Metropolia lubelska – jedna z 14 metropolii obrządku łacińskiego w polskim Kościele katolickim ustanowiona przez Jana Pawła II 25 marca 1992 bullą Totus Tuus Poloniae populus.

## Diecezje wchodzące w skład metropolii
- archidiecezja lubelska
- diecezja siedlecka
- diecezja sandomierska

## Biskupi metropolii

### Biskupi diecezjalni
- metropolita: ks. abp Stanisław Budzik (od 2011) (Lublin)
- sufragan: ks. bp Kazimierz Gurda (od 2014) (Siedlce)
- sufragan: ks. bp Krzysztof Nitkiewicz (od 2009) (Sandomierz)

### Biskupi pomocniczy
- ks. bp Artur Miziński (od 2004) (Lublin)
- ks. bp Józef Wróbel SCI (od 2008) (Lublin)
- ks. bp Adam Bab (od 2020) (Lublin)
- ks. bp Grzegorz Suchodolski (od 2020) (Siedlce)

### Biskupi seniorzy
- ks. bp Mieczysław Cisło (od 2020) (Lublin)
- ks. bp Edward Frankowski (od 2012) (Sandomierz)

### Biskup rezydent
- ks. abp Stanisław Wielgus (od 2007) (Lublin)

## Główne świątynie
- archikatedra św. Jana Chrzciciela i św. Jana Ewangelisty w Lublinie
- katedra Niepokalanego Poczęcia Najświętszej Maryi Panny w Siedlcach
- bazylika katedralna Narodzenia Najświętszej Maryi Panny w Sandomierzu
- bazylika konkatedralna Matki Bożej Królowej Polski w Stalowej Woli

## Metropolici
- 1992–1997: abp Bolesław Pylak
- 1997–2011: abp Józef Życiński
- od 2011: abp Stanisław Budzik